# Гаврюс
Гаврю́с (фр. Gavrus) — коммуна во Франции, находится в регионе Нижняя Нормандия. Департамент коммуны — Кальвадос. Входит в состав кантона Эвреси. Округ коммуны — Кан.
Код INSEE коммуны — 14297.

## Население
Население коммуны на 2010 год составляло 520 человек.
| 1962 | 1968 | 1975 | 1982 | 1990 | 1999 | 2010 |
| ---- | ---- | ---- | ---- | ---- | ---- | ---- |
| 112  | 111  | 127  | 161  | 196  | 218  | 520  |

## Экономика
В 2010 году среди 331 человека трудоспособного возраста (15—64 лет) 253 были экономически активными, 78 — неактивными (показатель активности — 76,4 %, в 1999 году было 77,9 %). Из 253 активных жителей работали 226 человек (112 мужчин и 114 женщин), безработных было 27 (18 мужчин и 9 женщин). Среди 78 неактивных 35 человек были учениками или студентами, 18 — пенсионерами, 25 были неактивными по другим причинам.